# جويتا بودنيك
جويتا بودنيك (بالبولندية: Jowita Budnik)‏ هي ممثلة بولندية، ولدت في 28 نوفمبر 1973 بوارسو في بولندا.

## وصلات خارجية
- جويتا بودنيك على موقع IMDb (الإنجليزية)
- جويتا بودنيك على موقع ألو سيني (الفرنسية)
- جويتا بودنيك على موقع أول موفي (الإنجليزية)
- جويتا بودنيك على موقع أول موفي (الإنجليزية)
- جويتا بودنيك على موقع قاعدة بيانات الأفلام السويدية (السويدية)
- جويتا بودنيك على موقع قاعدة بيانات الفيلم (الإنجليزية)
- جويتا بودنيك على موقع كينوبويسك (الروسية)